# Moussa Bourdine
Moussa Bourdine, né le 7 octobre 1946 à Alger, est un peintre algérien contemporain. Il est notamment connu pour ses portraits de femmes, ses fresques monumentales, et sa participation active au mouvement artistique national depuis les années 1970. On trouve certaines de ses œuvres sur de sites reconnus comme la maison de vente Drouot, le site du Museo de la Solidaridad Salvador Allende, et le site de l'Ambassade d'Algérie en France.

## Biographie
Moussa Bourdine est né à Alger en 1946. Il étudie à la Société des beaux-arts d'Alger de 1966 à 1969. Très tôt, il s’implique dans les structures artistiques nationales : il est membre du comité directeur de l’Union nationale des arts plastiques (UNAP) dès 1974, et cofondateur du Groupe des 35, collectif d’artistes algériens fondé au début des années 1980.
En 1986, il est pensionnaire de la Villa Abd-el-Tif, lieu de résidence artistique à Alger. Il participe également à l’Association des arts appliqués d’Alger. Ses premières œuvres majeures datent des années 1970, époque à laquelle il réalise notamment une fresque murale dans l’aéroport international d’Alger (1977) et des décorations pour les Jeux africains d’Alger (1978).
Dans les années 1980, il peint une série de portraits de résistants algériens pour le Musée central de l'Armée à Alger (1984). Il reste depuis actif sur la scène artistique, exposant régulièrement ses œuvres et participant à des initiatives culturelles à travers le pays.

## Œuvre

### Caractéristiques
L’œuvre de Moussa Bourdine est principalement figurative. Il privilégie le travail de la matière et l’utilisation de couleurs pastel. Ses tableaux dégagent une atmosphère douce et intime, souvent tournée vers l’humain, la mémoire, la tradition et la féminité. Selon un critique, « Moussa Bourdine, c’est la technique mise au service de la sensibilité ».
Ses thèmes de prédilection sont le portrait (en particulier celui de femmes algériennes), la scène de vie quotidienne, les souvenirs familiaux et la figure maternelle. Son style est reconnu pour sa sensibilité et sa fidélité à la mémoire populaire algérienne.

### Œuvres notables
- Fresque murale, Aéroport international d'Alger (1977)
- Décorations murales pour les Jeux africains (1978)
- Portraits des résistants algériens pour le Musée central de l'Armée (1984)
- L'Écrivain public, huile sur carton[7]
- L’Offrande des dattes, huile sur toile[8]

Ses œuvres sont présentes dans plusieurs institutions publiques :
- Musée national des beaux-arts d'Alger
- Musée public national d’Art moderne et contemporain d’Alger
- Musée central de l'Armée (Alger)
- Musée Nasr-Eddine Dinet (Bou Saâda)
- Ministère français de la Culture
- Ambassade de France à Alger
- Musée Salvador Allende (Chili)

De nombreuses œuvres figurent également dans des collections privées en Algérie, en France, en Belgique, en Italie et au Moyen-Orient.

## Expositions

### Expositions individuelles (sélection)
- 1973 – Alger (première exposition)[6]
- 1978 – Alger
- 1980 – Alger
- 1985 – Alger
- 1987 – Alger
- 1992 – Paris
- 2003 – Paris
- 2023 – Exposition « Ode à la moitié du monde », Alger[9]

### Expositions collectives (sélection)
- 1968 – Salon national, Alger
- 1974 – Expositions itinérantes : Istanbul, Bagdad, Tunis
- 1986 – Paris
- 2003 – Lyon, Villeurbanne
- 2006 – Mascate

## Réception critique
L’œuvre de Moussa Bourdine est régulièrement saluée pour sa justesse picturale et la profondeur émotionnelle qu’elle transmet. Ses portraits de femmes sont souvent décrits comme de véritables hommages à la mémoire, à la beauté et à la résilience féminine. L’exposition de 2023 « Ode à la moitié du monde » a été saluée comme un « voyage dans le souvenir, une introspection dans le passé, et l’évocation de la mère ».

## Distinctions
- 1982 – Prix de peinture du 20e anniversaire de l’indépendance
- 1983 – Deuxième prix de peinture de la Ville d’Alger[4]